# Shut Up!
Shut Up! är den andra singeln från Simple Plans andra album Still Not Getting Any... Den är en "rätt upp i ansiktet"-låt. Låten kan vara menad till alla musikkritiker, men det kan också vara en låt som alla ungdomar kan relatera till, för de personer som Simple Plan verkar säga "shut up!" till är föräldrar.

## Låtlista
1. Shut Up! [Album version]
2. Welcome to My Life [Akustisk version]
3. I'd Do Anything [Live version]

## Video
Videon börjar med att killarna går på gatan, och in på ett hotell. De går in i en stor salong där en fin fest pågår. De tar sina instrument och börjar rocka loss, och ställer till med en scen. Medan de äldre gästerna börjar bli upprörda, när medlemmarna i Simple Plan hoppar upp på borden och förstör allt, börjar de yngre gästerna att digga med i musiken. Lite efter låtens mitt lutar sig en man mot sångaren, Pierre Bouvier, och säger: "Dude, there's been a major mix up." Pierre frågar: "Are we in the wrong place?" och efter en bekräftelse utbrister han: "I thought something was up!" Sedan spolas tiden tillbaka och stannar vid en klubb, där resten av låten spelas vidare.